# جورج بي. تشيرشل
جورج بي. تشيرشل هو صحفي وسياسي أمريكي، ولد في 24 أكتوبر 1866 في ورسستر في الولايات المتحدة، وتوفي في 1 يوليو 1925 في أميرست في الولايات المتحدة. نشط حزبياً في الحزب الجمهوري. وقد انتخب عضو مجلس النواب الأمريكي ‏.

## وصلات خارجية
- جورج بي. تشيرشل على موقع قاعدة بيانات برودواي على الإنترنت (الإنجليزية)